# Wadim Jewgenjewitsch Garutt
Wadim Jewgenjewitsch Garutt (russisch Вадим Евгеньевич Гарутт, * 12. Oktober 1917 in Jewpatorija, Gouvernement Taurien, Russisches Reich; † 28. März 2002 in Sankt Petersburg) war ein sowjetischer bzw. russischer Paläozoologe. Sein Spezialgebiet waren ausgestorbene und moderne Elefanten.

## Leben
Wadim Garutt wurde 1917 in Jewpatorija auf der Krim der geboren, wuchs aber in Petrograd (ab 1924 Leningrad) auf. Seine Eltern waren Jewgeni Aleksandrowitsch Garutt, ein zaristischer Offizier, und Julia Nikiforowna Garutt, die Tochter des Petersburger Kaufmanns Nikifor Matwejewitsch Matwejew. Sein Großvater Alexandre Garut (erst Wadims Vater änderte die Schreibweise des Familiennamens in Garutt) war ein französischer Ingenieur, der 1882 in russischen Diensten bei Stefan Drzewiecki (1844–1938) am Bau von U-Booten beteiligt war und später in einer Minenfabrik in Kronstadt arbeitete. 1866 diente er als Mechaniker bei den Militär-Luftschiffern. Jewgeni Garutt, der sich den Revolutionären angeschlossen hatte und als Ausbilder an der Artillerieschule arbeitete, starb an Knochentuberkulose, als Wadim drei Jahre alt war.
Wadims frühes Interesse an Tieren wurde vom Maler und Zoologen Boris Pestinski (1901–1943) außerschulisch gefördert, bis dieser 1932 nach Usbekistan ausgewiesen wurde. Da der Junge die Schule für seine Tätigkeit im Leningrader Zoo vernachlässigte, musste er sie vorzeitig verlassen. Er erwarb die Hochschulreife nachträglich 1938 an der Arbeiterfakultät der Pädagogischen Hochschule „Alexander Herzen“. Anschließend begann er ein Biologiestudium an der Leningrader Staatlichen Universität. Nach dem deutschen Überfall auf die Sowjetunion wurde Garutt 1941 in ein Baubataillon einberufen. In der Nähe von Tichwin erlitt er Anfang September einen Granatenschock. Er erhielt einen längeren Fronturlaub und fuhr zu seiner Tante nach Taschkent, da Leningrad wegen der deutschen Blockade schon nicht mehr zu erreichen war. In Taschkent erkrankte Garutt an Typhus und bekam eine 6-monatige Verlängerung seines Erholungsurlaubs. Er nutzte die Zeit, um sein Studium an der örtlichen Universität fortzusetzen. Als Student im dritten Studienjahr war er vom Kriegsdienst befreit und konnte bis zum Kriegsende studieren. 1945 kehrte Garutt nach Leningrad zurück und schloss sein Studium nach einem Jahr ab. In seiner Diplomarbeit beschäftigte er sich mit Problemen der plastischen Rekonstruktion des Wollhaarmammuts.

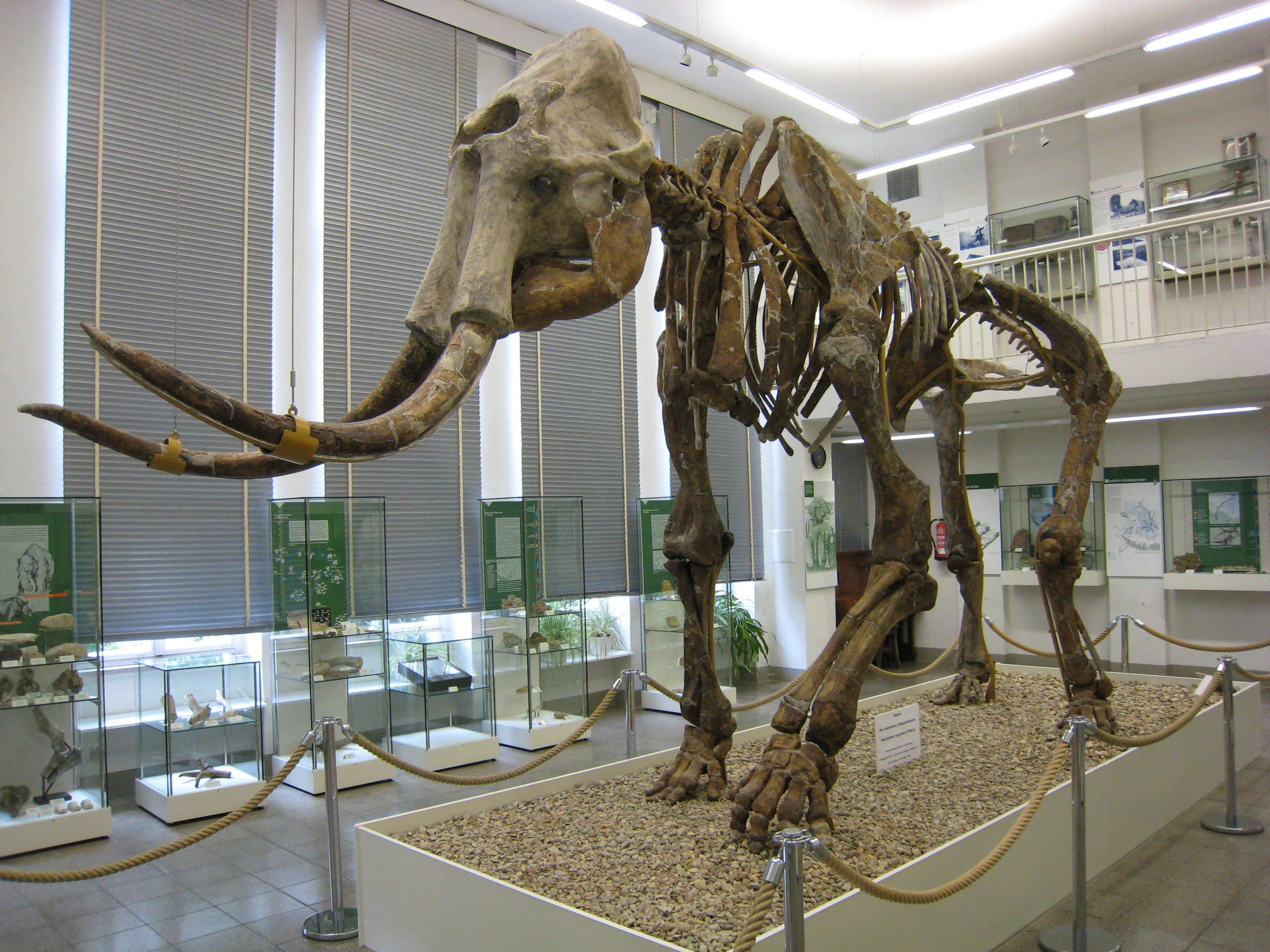
Das von Garutt im Spengler-Museum montierte Skelett eines Steppenmammuts

Der Fund des Taimyr-Mammuts 1948 gab Garutt die Gelegenheit, am Zoologischen Institut der Akademie der Wissenschaften der UdSSR zu arbeiten. 1950 erreichte er eine Festanstellung als Laborassistent und Museumsführer. Er war zudem der wissenschaftliche Sekretär des Mammutkomitees. Betreut von Alexei Bystrow wurde Garutt 1952 promoviert. Das Thema seiner Dissertation war die vergleichende Anatomie des Rüssels zur Klärung von Fragen der Evolution der Rüsseltiere. 1961 wurde er zum leitenden Wissenschaftler befördert und wechselte ins Säugetierlabor des Zoologischen Instituts der Akademie. Im Laufe seiner weiteren langjährigen Tätigkeit etablierte Garutt sich als international anerkannter Experte, der sich vor allem der Erforschung der Morphologie, Systematik und evolutionären Entwicklung der Ordnung der Rüsseltiere widmete. Anhand eines unvollständigen Schädels aus dem Nordkaukasus beschrieb er die neue Art Phanagoroloxodon mammontoides. 1964 erschien seine Monografie Das Mammut als Band 331 der Reihe Die Neue Brehm-Bücherei. Das Werk wurde noch im Jahr 2004 im Verlag Westarp Wissenschaften neu aufgelegt. 
Neben theoretischen Fragen widmete Garutt sich der Restauration und Aufstellung von Skeletten fossiler Elefanten und Nashörner. Bereits 1949 restaurierte er das Skelett des Südelefanten und montierte es 1951 im Mammutsaal des Museums des Zoologischen Instituts der Akademie der Wissenschaften der UdSSR in Leningrad. Dort befinden sich weitere von ihm aufgestellte Skelette, ebenso unter anderem in Tiflis, Stawropol und Asow. Im Spengler-Museum in Sangerhausen wurde unter seiner Leitung das einzige in Deutschland gefundene Gesamtskelett eines Steppenmammuts montiert.
1983 ging Garutt altersbedingt in Rente, arbeitete aber ohne Bezahlung weiter. Er nahm noch bis 1988 an paläontologischen und archäologischen Expeditionen teil. In den 1990ern erklärte die Internationale Kommission für Zoologische Nomenklatur auf Vorschlag Garutts das Taimyr-Mammut zum Neotypus des Wollhaarmammuts, da das Typusmaterial von Johann Friedrich Blumenbachs Erstbeschreibung verloren gegangen war.
Wadim Garutt starb am 28. März 2002 84-jährig in Sankt Petersburg und wurde auf dem Smolensker Friedhof bestattet. Sein wissenschaftlicher Nachlass befindet sich am Historisch-Archäologischen und Paläontologischen Museum in Asow. 
Garutts Tochter Nina (* 1955) ist Paläontologin und Malerin.

## Schriften
Wadim Garutt ist Autor von etwa 70 wissenschaftlichen Publikationen. Darüber hinaus veröffentlichte er in populärwissenschaftlichen Zeitschriften wie Priroda und Wokrug Sweta, aber auch in regionalen und überregionalen Tageszeitungen. Zu seinen Publikationen gehören:
- Сравнительно-анатомическое исследование кисти хоботных (Proboscidea) в связи с решением вопросов эволюции этих животных. Dissertation, Leningrad 1952 (Abstract, russisch).
- Das Mammut. Mammuthus primigenius (Blumenbach). A. Ziemssen Verlag, Lutherstadt Wittenberg 1964, herba.msu.ru (Neuauflage: Westarp Wissenschaften, Hohenwarsleben 2004, ISBN 3-89432-171-7).
- Is there a genus Archidiskodon Pohlig, 1885, of the family Elephantidae Gray, 1821?. In: Cranium, Band 15, Nr. 1, 1998, S .15–20, (englisch, paleorostov.narod.ru [PDF; 271 kB]).
- (mit V. N. Nikolskaja) Über das Skelett vom Steppenelefanten aus Edersleben. In: Beitrage zur Heimatforschung. Spengler-Museum Sangerhausen, Nr. 9/1988, S. 3–13.